# Kenneth Grahame

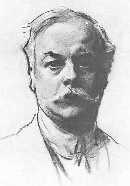
Kenneth Grahame

Kenneth Grahame (* 8. März 1859 in Edinburgh, Schottland; † 6. Juli 1932 in Pangbourne in Berkshire, England) war ein britischer Schriftsteller.
Sein berühmtestes Buch Der Wind in den Weiden (1908) zählt zu den Klassikern der Kinderliteratur. 2015 wählten 82 internationale Literaturkritiker und -wissenschaftler den Roman zu einem der 100 bedeutendsten britischen Romane. Mit etwa 25 Millionen verkauften Exemplaren zählt der Roman außerdem zu den meistverkauften aller Zeiten.
Grahames früheres Kinderbuch Der Drache, der nicht kämpfen wollte (1898) wurde 1941 von Walt Disney als Der Drache wider Willen verfilmt.

## Leben

### Kindheit und Schulzeit
Kenneth Grahames Vater, James Cunningham Grahame, war ein Anwalt aus einer alten schottischen Familie. Seine Mutter Bessie (Ingles) Grahame war die Tochter von John Ingles von Hilton, Lasswade. Kenneth, das dritte Kind, wurde am 8. März 1859 in Edinburgh geboren. Als er kaum ein Jahr alt war, wurde sein Vater Sheriff von Argyll und die Familie zog von Edinburgh nach Argyll. Zuerst lebten sie in Ardrishaig, bis ein neues Haus für sie gebaut wurde. Die Fertigstellung des Gebäudes dauerte mehr als zwei Jahre und die Familie lebte auch ein paar Monate in Lochgilphead, bevor sie in ihr neues Zuhause in Inveraray zogen.
Kurz nach Kenneths fünftem Geburtstag, im März 1864, wurde sein Bruder Roland geboren, aber wenige Tage später erkrankte seine Mutter an Scharlachfieber und starb am 4. April 1864. Auch Kenneth bekam Scharlachfieber und erholte sich erst nach einigen Wochen.
Während seiner Krankheit kam Granny Inglis, die Großmutter mütterlicherseits, von Berkshire nach Inveraray, um das Kind zu pflegen. Nach Kenneths Erholung schien es klar, dass sein Vater, der seiner Trunksucht erlegen war, nicht in der Lage war, sich um die vier Kinder zu kümmern. Helen, Willie, Kenneth und Roland zogen nach Cookham Dene, in das Haus Mount von Granny Inglis. Die Jahre in Cookham Dene gehörten wohl zu Kenneths glücklichsten. Der Mount war ein charmantes altes Haus mit Dachboden und einem großen Garten, in dem die Kinder spielen konnten. Die majestätische Themse war in der Nähe und weckte in Kenneth eine lebenslange Liebe zum Fluss und zum Bootfahren. Letzteres zeigte den Geschwistern ihr Onkel, David Ingles, Kurator in der örtlichen Kirche.
Zu Weihnachten 1865 – er hatte nicht einmal zwei Jahre dort gelebt – brach der Schornstein des Hauses zusammen und die Kinder zogen nach Fern Hill Cottage in Cranbourne, Berkshire. Dies war ein kleineres Haus, einige Meilen entfernt von Cookham Dene und der Themse.
Während ihrer Zeit in Cranbourne machte ihr Vater einen Versuch, seine Trunksucht zu überwinden, und veranlasste, dass die Kinder mit ihm nach Argyll zurückkehrten. Die Kinder verbrachten die meiste Zeit des Jahres 1866 in ihrem früheren Haus in Inveraray. Am Ende fiel ihr Vater in seine alten Gewohnheiten zurück und verließ seine Kinder, seine Arbeit und Argyll, um nach Frankreich zu ziehen. Es scheint, dass es in den verbleibenden zwanzig Jahren seines Lebens keinen weiteren Kontakt zwischen ihm und seinen Kindern gab.
Die Kinder kehrten von Argyll nach Cranbourne zurück und Kenneth lebte dort, bis er im Jahre 1868 erstmals in die St.-Edward-Schule in Oxford ging, im relativ späten Alter von neun Jahren. Diese Schule war der Mittelpunkt seiner Welt für die nächsten neun Jahre. Seine frühen Jahre in der Schule waren eine Herausforderung, aber als er St. Edward verließ, hatte er zahlreiche akademische und sportliche Auszeichnungen gewonnen – Head Boy, Kapitän der Rugby-Mannschaft, den Sechsten Klassenpreis, den Divinity Prize und den Preis für Lateinische Prosa.

### Karriere bis zum Direktor der Bank of England
Sein Wunsch nach Weiterbildung an der University of Oxford wurde von seinem geizigen Onkel, John Grahame vereitelt, der als sein Vormund fungierte. Zwischen 1875 und 1879 arbeitete er als Angestellter für seinen Onkel in einem Büro des parlamentarischen Agenten. Kenneth lebte in dieser Zeit in der „Draycott Lodge“ in Fulham bei einem anderen Onkel, Robert Grahame. Er hatte sich auch bei der Bank of England, die ihren Hauptsitz in der Threadneedle Street hatte, beworben, musste aber noch warten, bis eine Stelle für ihn frei wurde. Die Draycott Lodge in Fulham war ziemlich weit entfernt von der Bank und so fand Kenneth ein Quartier in der Bloomsbury Street. Während seiner frühen Jahre in London lernte Kenneth einige führende literarische Figuren kennen und begann in literarischen Kreisen zu verkehren.
1879 begann er in der Bank of England zu arbeiten. Auch hier könnte man davon ausgehen, dass die Bank vieles von dem repräsentierte, was Grahame hasste, Sie war ihm zu eintönig und klaustrophobisch. Aber in den späten 1880er Jahren war es ein äußerst merkwürdiger Ort. Das Personal arbeitete kurze – sehr kurze – Stunden und die Mittagspause dauerte lange. Mehrere Mitarbeiter veranstalteten Hundekämpfe im Keller. Die Arbeit war nicht sehr anspruchsvoll, weshalb Grahame begann, leichte Kurzgeschichten zum Zeitvertreib zu schreiben. Er veröffentlichte seine Geschichten in Zeitschriften wie der St. James Gazette, WE Henley's National Observer (anfangs The Scots Observer), und dem Yellow Book. William Ernest Henley, Journalist beim Observer, förderte junge Talente und publizierte auch Werke von Thomas Hardy, George Bernard Shaw, Herbert George Wells, Rudyard Kipling und Joseph Conrad.

#### Erste literarische Erfolge
Sein erstes Buch, Pagan Papers, wurde im Jahre 1893 veröffentlicht – eine Sammlung von Geschichten und Essays über das Thema der Flucht. Obwohl er ein weltfremder Mensch war, erwies er sich als überraschend erfolgreicher Verhandler im Umgang mit seinen Verlegern und erzielte einen viel größeren als den durchschnittlichen Prozentsatz am Gewinn. Trotz seines Titels hatte Pagan Papers nichts mit Paganismus oder Heidentum zu tun. Unter den Essays waren einige über eine Familie von verwaisten Kindern – Edward, Selina, Harold, Charlotte und ein nicht benannter Erzähler. Diese Geschichten über die Kinder und ihre Wächter, die als „Olympiade“ bezeichnet wurden, haben autobiographische Züge. Sie erschienen in der ersten Auflage von Pagan Papers, wurden aber von allen nachfolgenden Auflagen ausgeschlossen. Grahams frühe Aufsätze und Geschichten, die in diesem Band versammelt waren, wurden von Algernon Charles Swinburne gelobt.
Das darauf folgende Buch Das Goldene Zeitalter (1895), eine Sammlung von Skizzen des Lebens von fünf verwaisten spätviktorianischen Kindern, wurde als die beliebteste Lektüre zur Schlafenszeit von Kaiser Wilhelm II. auf seiner königlichen Yacht angesehen.
Dream Days (1898), die Fortsetzung, beinhaltete Grahams berühmteste Kurzgeschichte The Reluctant Dragon. Der Drache, ein fauler, Gedichte liebender Bohemian, will in Ruhe gelassen werden, aber die Dorfbewohner wollen ihn töten. Dank eines klugen Jungen gelingt es dem friedlichen Ungeheuer, sein Leben zu behalten. St. Georg soll nach seinem Blut dürsten, will ihn aber nicht verletzen. Der Heilige und der Drache geben eine gute Aufführung, "ein lustiger Kampf", und der Drache kollabiert, wie sie es vorher vereinbart hatten.

### Heirat und Geburt seines Sohnes
Im Jahre 1897 traf Grahame Elspeth Thomson, die 35-jährige Tochter des Erfinders des Luftreifens. Sie fingen an Briefe auszutauschen. Diese Briefe waren in Babysprache gehalten. Grahame unterzeichnete mit "Dino", und Elspeth als "Minkie". Darlin Minkie, schrieb er im Jahre 1899. Am 22. Juli desselben Jahres heirateten sie in Fowey in Cornwall.
Ihr Sohn, Alastair, wurde am 12. Mai 1900 geboren. Alastair wurde auf einem Auge blind geboren und mit ausgeprägtem Schielen auf dem anderen. Am 7. Mai 1920 beging Alastair Selbstmord.

### Der Robinson-Zwischenfall
Um 11 Uhr am Morgen des 24. November 1903 kam ein Mann namens George Robinson, der in Zeitungsberichten als "ein sozialistischer Wahnsinniger" bezeichnet wurde, bei der Bank von England an. Dort bat Robinson, mit dem Gouverneur zu sprechen, Sir Augustus Prevost. Da Prevost einige Jahre zuvor in den Ruhestand gegangen war, wurde er gefragt, ob er stattdessen den Banksekretär, Kenneth Grahame, sehen wolle. Als Grahame erschien, ging Robinson auf ihn zu und hielt ihm ein aufgerolltes Manuskript entgegen. Dieses war an einem Ende mit einem weißen Band und am anderen mit einem schwarzen gebunden. Er bat Grahame, zu entscheiden, welches Ende er nehmen wolle. Nach einigem verständlichen Zögern wählte Grahame das Ende mit dem schwarzen Band, woraufhin Robinson eine Pistole zog und auf ihn schoss. Er feuerte drei Schüsse ab, die Grahame alle verfehlten. Mehrere Bankangestellte schafften es, unterstützt von der Feuerwehr, Robinson auf den Boden zu ringen. In eine Zwangsjacke geschnallt, wurde er anschließend nach Broadmoor Hospital (damals Irrenanstalt genannt) in Crowthorne, Berkshire geschafft.

### Größter Erfolg
Nach Grahames Abschied von der Bank in den Ruhestand 1906 zog er von Durham Villas in ein altes Bauernhaus in Blewbury bei Didcot. Das Leben bewegte sich in entspannterem Tempo und Kenneth hatte Zeit, wieder zu schreiben. Inzwischen war es fast 10 Jahre her, dass er sein letztes Buch veröffentlicht hatte. Eine Nachbarin in Bray, die Amerikanerin Constance Smedley überzeugte Grahame davon, Briefe und Gutenachtgeschichten in einem Buch zu veröffentlichen. Sein ursprünglicher Titel war Der Wind im Schilf. Doch William Butler Yeats hatte eine Sammlung von Poesie mit fast dem gleichen Titel veröffentlicht, und so änderte Grahame es in Der Wind in den Weiden. Das Buch wurde von zahlreichen Verlegern abgelehnt. Schließlich beschloss Algernon Methuen, es zu nehmen, aber nur unter der Bedingung, dass Grahame auf seinen Vorschuss verzichtete.
Veröffentlicht im Herbst 1908, erhielt Der Wind in den Weiden in Großbritannien fast überall unerfreuliche Kritiken. Arthur Ransome beurteilte es als Misserfolg – "wie eine Rede an Hottentotten auf Chinesisch". Der einzige Rezensent, der seine Qualitäten sah, war der Schriftsteller Arnold Bennett, der es als "ganz erfolgreich" bewertete.
Die Rettung kam jedoch von einer unerwarteten Seite, dem damaligen Präsidenten der Vereinigten Staaten, Theodore Roosevelt. Grahame hatte Roosevelt ein Exemplar von Der Wind in die Weiden geschickt, nachdem dieser seine Bewunderung für seine früheren Bücher ausgedrückt hatte. Roosevelt liebte das Buch und schrieb an die amerikanischen Verleger Scribner (Verlag) und empfahl es unbedingt zu veröffentlichen. Scribners veröffentlichte das Buch in den USA, was wesentlich zum Erfolg beitrug.

### Tod
Grahame starb am 6. Juli 1932 in Pangbourne, England, an einer Gehirnblutung. Er liegt auf dem Holywell Friedhof der St. Cross Kirche in Oxford begraben. Seine Grabinschrift wurde von seinem Cousin, dem Autor Anthony Hope verfasst und lautet:
„To the beautiful memory of Kenneth Grahame, husband of Elspeth and father of Alastair, who passed the River on the 6th July 1932, leaving childhood and literature through him the more blest for all time.“ (Zum Gedächtnis an Kenneth Grahame, Ehemann von Elspeth und Vater von Alastair, der den Fluss am 6. Juli 1932 überquerte, durch den Kindheit und Literatur für alle Zeit umso mehr beglückt sind.)

## Werke
Grahame veröffentlichte zu Anfang Kurzgeschichten in Londoner Zeitungen wie der St James Gazette. Einige dieser Geschichten wurden 1893 im Band Pagan Papers veröffentlicht. 1895 folgte Das Goldene Zeitalter und 1898 der Band Traumtage, welcher die Geschichte Der Drache, der nicht kämpfen wollte enthielt. 1908 veröffentlichte er Der Wind in den Weiden und 1916 war er Herausgeber einer Gedichtsammlung für Kinder.
- Der Wind in den Weiden. Knesebeck, München 2012, ISBN 978-3-86873-423-2 (deutsche Erstausgabe)
- Das goldene Zeitalter. Deutsch von Emmy Becher. Engelhorn, Stuttgart 1900. Text im Projekt Gutenberg-DE
- Der Drache, der nicht kämpfen wollte. (The Reluctant Dragon, 1898).
- Traumtage Dream Days.
- Bertie's Escapade (keine deutsche Übersetzung bekannt).
- Pagan Papers (keine deutsche Übersetzung bekannt).
- The Headswoman (keine deutsche Übersetzung bekannt). Das einzige Buch, das Grahame für Erwachsene schrieb.
- The Cambridge Book of Poetry for Children als Editor(keine deutsche Übersetzung bekannt).
- Bücher von Kenneth Grahame im Interner Archive
- Bücher von Kenneth Grahame im Projekt Gutenberg e-books